# 시절이 하 수상하니
《시절이 하 수상하니》(영어: What a 'Ha!Susang' World)는 하 수상이 대한민국에서 발매한 첫 번째 싱글 음반이자 데뷔 음반이다. 이 음반에 수록된 〈되는 게 없어〉는 외톨이 블루스라는 부제를 달고 다소 우울한 이야기를 경쾌하고 빠른 비트로 표현해 낸 블루스 곡이다. 두 번째 곡 〈기도〉는 하 수상의 기도 그리고 이 시대를 살아가는 모든 이의 기도를 염원하는 곡으로 이기현의 가스펠적인 피아노와 웅장한 느낌의 오르간 연주가 주는 묘한 분위기가 특징인 곡이다.

## 수록곡
| #            | 제목                             | 작사         | 작곡         | 편곡 | 재생 시간 |
| ------------ | -------------------------------- | ------------ | ------------ | ---- | --------- |
| 1.           | 〈되는 게 없어〉 (외톨이 블루스) | 임정우       | 임정우       | 4:18 |           |
| 2.           | 〈기도〉                         | 임정우       | 임정우       | 4:12 |           |
| 총 재생 시간 | 총 재생 시간                     | 총 재생 시간 | 총 재생 시간 | 8:30 |           |